# Сака, Тиаки
Тиаки Сака (яп. 坂 千秋 Сака Тиаки, 28 августа 1895 — 29 мая 1959) — японский государственный деятель, заместитель министра внутренних дел Японии (1945—1946), губернатор префектур Хоккайдо (1942—1945), Хёго (1939—1942) и Гифу (1935—1937), член Палаты пэров Японии (1945—1946).

## Биография
Родился в городе Аса в префектуре Ямагути (ныне район города Санъёонода) как второй сын изготовителя кимоно Икуити Саки. В июле 1919 года окончил юридический факультет (немецкое право) Токийского императорского университета. В том же году поступил на службу в Министерство внутренних дел, где работал в секретариате регионального бюро и префектурного отдела. После этого занимал различные должности, такие как инспектор администрации префектуры Сага, советник в администрации префектуры Исикава, глава отдела муниципальных облигаций регионального бюро Министерства внутренних дел, глава финансового отдела регионального бюро и глава административного отдела регионального бюро.
31 мая 1935 года вступил в должность губернатора префектуры Гифу. 10 февраля 1937 года переведён на должность главы регионального бюро Министерства внутренних дел. 17 апреля 1939 года стал губернатором префектуры Хёго, а 15 июня 1942 года был назначен на должность губернатора префектуры Хоккайдо и находился на этом посту до 21 апреля 1945 года.
В октябре 1945 года был назначен заместителем министра внутренних дел Японии, а в январе 1946 года вышел в отставку. 19 декабря 1945 года был назначен в Палату пэров Японии и оставался на этом посту до 14 мая 1946 года. В том же году был отстранён от государственной службы. В 1948 году давал показания специальному комитету Палаты представителей по расследованию недобросовестных сделок с недвижимостью, связанными с комитетом по утилизации оружия. В 1951 году стал членом Управления скоростного транспорта Тэйто.